# Франц Йонас
Франц Йозеф Йонас (нім. Franz Josef Jonas; 4 жовтня 1899, Відень, Австро-Угорщина — 24 квітня 1974, Відень, Австрія) — австрійський політик, президент Австрії (1965—1974).

## Біографія
Член Соціал-демократичної партії Австрії.
Після Другої світової війни був втягнутий до віденського політичного життя, був бургомістром Відня у 1951—1965.
У 1965 обраний федеральним президентом Австрії; переобраний в 1971.
Він був палким прихильником есперанто, та з 1923 — викладач цієї мови.
У 1974 помер, перебуваючи на посту президента Австрії.

## Почесні звання
10 березня 1961 року йому було присвоєно звання «Почесний громадянин Відня».